# Професионална техническа гимназия „Джон Атанасов“, Кюстендил
Професионална техническа гимназия „Джон Атанасов“ e средно училище в гр.Кюстендил, основано през 2000 година. В него се обучават ученици от осми до дванадесети клас. Училището е с държавно финансиране. Намира се на ул. „Кокиче“ № 7.

## История
Професионална техническа гимназия „Джон Атанасов“ е основана през месец юли 2000 г. чрез обединението на два техникума – Техникум по електроника, електротехника и машиностроене и Техникум по строителство. Тя е първата професионална гимназия в регион Кюстендил, за подготовка на специалисти в областта на електрониката, електроенергетиката, компютърната и микропроцесорната техника.
История на Техникум по електроника, електротехника и машиностроене (1962 – 2000)
Училището е открито на 16 септември 1962 г., като Професионално техническо училище „Александър Попов“ с три паралелки. Училището подготвя кадри за машиностроенето и електротехниката. От 1975 г. се открива паралелка техникум с 4-годишен курс на обучение. От 1979 – 80 г. е СПТУ.
История на Техникум по индустриализирано строителство (1960 – 2000)
Училището е открито през 1960 г. като Професионално техническо училище по сградостроителство „Христо Ботев“, настанено в училището в с. Лозно. Започва с тримесечни курсове, след това с едногодишен курс на обучение, на третата година курсът става двугодишен. От учебната 1972/73 г. училището става със срок на обучение три години. През 1975 г. се премества в нова учебна сграда в Кюстендил и става техникум с три паралелки. Училището подготвя кадри за машиностроенето и електротехниката. От 1975 г. се открива паралелка техникум със 2-годишен курс на обучение. От 1979 – 80 г. се прекратява съществуването на ПТУ и паралелката техникум. Училището става СПТУ.

## Материална база
Училището разполага с 19 класни стаи, от тях: 4 компютърни кабинета, 1 кабинет по силни токове, 2 кабинета по слаби токове, 2 кабинета по газова техника, 2 кабинета по математика, 1 кабинет по биология, 1 кабинет по история, 2 кабинета по български език и литература, 2 кабинета по чужди езици; Фитнес зала, тенис корт, футболно игрище, волейболно игрище, баскетболно игрище; както и 12 работилници и лаборатории за професионалното обучение: 2 работилници по компютърна техника и технологии, 3 работилници по слаби токове, 2 работилници по газова техника, 1 работилница по силни токове, 1 лаборатория по силни токове, 1 работилница по шлосерство, 1 работилница по стругарство, 1 работилница по заваряване.